# Constance Drexel
Constance Drexel, née le 24 novembre 1884 (ou le 28 novembre 1894) et morte le 28 août 1956, est une journaliste pour des journaux américains inculpée (sans avoir été jugée, ni condamnée) de trahison pendant la Seconde Guerre mondiale pour des émissions de radio de Berlin qui vantaient les vertus nazies. Elle est naturalisée américaine. 
Elle devient célèbre en prétendant être une héritière de la célèbre famille Drexel de Philadelphie,,. Arrêtée à Vienne et emprisonnée à la fin de la guerre par les troupes américaines, elle est finalement libérée et autorisée à retourner vivre aux États-Unis. Le département américain de la Justice rejette finalement les accusations de trahison portées contre elle parce que ses émissions ne sont pas considérées comme de « nature politique ». 

## Famille et enfance
Les références publiques à la nation d'origine et au pedigree de Drexel sont contraires aux faits enregistrés à titre privé. Dès 1915 (dans la presse américaine) et jusque dans les années 1940 (dans les émissions nazies), elle est décrite comme un membre de la « célèbre famille Drexel » de Philadelphie, en Pennsylvanie, une référence apparente aux descendants de Francis Martin Drexel (fondateur de l'empire bancaire Drexel & Company), y compris son fils Anthony Joseph Drexel (fondateur de l'Université Drexel à Philadelphie) et sa petite-fille Sainte Katharine Drexel. 
Pourtant, au dire de tous, y compris par le témoignage fournit par Constance Drexel au Bureau of Investigation en 1918, elle est née en Allemagne, apparemment dans les années 1880, plusieurs décennies après l’émigration de Francis Drexel vers Philadelphie en 1817. Après le début de ses émissions pour l'Allemagne nazie en temps de guerre, au moins un éditorialiste américain sous contrat suppose que « Drexel » est un pseudonyme. 
Les informations publiées concernant son âge et sa date de naissance sont également extrêmement contradictoires,. L'historien John Carver Edwards conclut que Drexel est née à Darmstadt, en Allemagne, le 28 novembre 1894, de Theodore Drexel, fils d'une famille fortunée de Francfort, et de Zelda Audemar Drexel, fille d'un important fabricant de montres suisses et elle est emmenée aux États-Unis par son père l'année suivante. Cependant, les cinq manifestes de navires dans les registres d'Ellis Island attestant de son retour dans le port de New York entre 1905 et 1923 donnent un âge correspondant à celui de sa naissance dans les années 1880. Un mémorandum interne du ministère de la Justice des États-Unis prépare en 1946 précise que sa date de naissance est le 24 novembre 1884. 
Drexel devient citoyenne américaine à la suite de la naturalisation de son père en 1899,. En 1918, elle signale au FBI qu'elle a une sœur, Norma Georgia Drexel, résidant alors en Suisse. Constance grandit non à Philadelphie, mais à Roslindale, dans le Massachusetts, où elle fréquente des écoles publiques. Adolescente, elle partage son temps entre les États-Unis et l'Europe. Elle fréquente une école dans quatre pays et perfectionne ses compétences d'écrivain, terminant ses études à la Sorbonne à Paris. 

## Première Guerre mondiale
Drexel fait ses débuts au début de 1915, lorsque les journaux américains commencent à annoncer que « l'héritière de Philadelphie », Constance Drexel, est volontaire comme infirmière à la Croix-Rouge près des lignes de front en France au début de la Première Guerre mondiale et écrit des articles sur son expérience,. 
Elle devient active aux niveaux national et international au Congrès international des femmes, qui se réunit à La Haye, aux Pays-Bas, en avril 1915. Quand elle accepte d'écrire des messages concernant le Congrès aux journaux américains, sa carrière de journaliste professionnelle débute. 
Elle rejoint rapidement le personnel du Philadelphia Public Ledger. Lorsque ses récits se développent pour inclure non seulement ses expériences mais aussi ses opinions, les réactions sont mitigées. Dans un de ces articles, elle écrit « qu'il faut bien se rendre compte qu'une augmentation des horreurs accélère la fin de la guerre ; ainsi, à long terme, l'absence de fonds de secours ou d'infirmières est la chose la plus humaine. C'est pourquoi j'ai quitté la Croix-Rouge »
Un éditorial du Chicago Herald intitulé « Horrible Logic » indique que sa déclaration confirme « qu'une fois la cruauté passée, les femmes sont infiniment plus cruelles que les hommes ». Elle explique que le    « spectacle des jeunes filles qui doivent toujours vivre sans être mariées, privées de leur droit de naissance » constitue le « spectacle le plus navrant de toute l'Europe en guerre ». Selon Edwards, « ses écrits suggèrent un enthousiasme pour la campagne de préparation de l'Allemagne, et en particulier pour le rôle des femmes dans cet effort ». Elle s'implique dans le mouvement du suffrage féminin et, en 1916, en tant que militante pour la réélection de Woodrow Wilson. 
Après que les États-Unis eurent déclaré la guerre à l'Empire allemand, elle tente de rentrer en Europe dans le but annoncé de rendre visite à sa sœur malade en Suisse, mais une plainte d'un collègue du Public Ledger alléguant qu'elle a fait des commentaires pro-allemands conduit à une enquête fédérale. Ses rédacteurs témoignent de sa loyauté, mais en partie à cause de sa naissance en Allemagne et de son pacifisme, l'agent chargé de l'enquête conclut qu'elle ne doit pas être autorisée à utiliser son passeport. 

## Couverture de la Conférence de Paris, du Congrès et de la Société des Nations
Elle retourne en Europe peu après la fin de la guerre, d'abord pour couvrir la Conférence de la paix de Paris, puis pour couvrir et participer à la réunion de la Conférence internationale des femmes et de l'Alliance internationale pour le suffrage des femmes (qui réussit à obtenir une clause d'égalité pour les femmes dans le Pacte de la Société des Nations). 
De retour aux États-Unis, elle couvre la campagne pour le suffrage et lorsque les femmes obtiennent le droit de vote, elle devient l’une des rares correspondantes politiques du Capitole,. 
Son lectorat atteint son apogée dans les années 1920, lorsque ses articles sur la condition de la femme dans le monde et ses interviews avec des leaders mondiaux sont publiés dans de nombreux journaux, notamment le Public Ledger mais également le Chicago Tribune, The New York Times,, et des membres du Syndicat McClure. 

## Intérêt pour l'Allemagne nazie
Au début des années 1930, elle acquiert « une notoriété croissante dans la presse et dans certains cercles politiques » sur des questions telles que le contrôle des armes au niveau international et la paix dans le monde. Ironiquement, son intérêt pour ces questions ne l’empêche pas de s’émerveiller de la montée d’Adolf Hitler et du mouvement nazi en Allemagne. Edwards en conclut qu'elle aime Hitler parce qu'elle est impressionnée par d'autres aspects de son « programme de réformes », notamment le renforcement du rôle des femmes, l'éradication d'une élite sociale parasitaire, la législation sur la protection sociale des mineurs et les lois réglementaires relatives à l'hygiène sociale : « Drexel attend avec impatience ses visites dans le nouveau Reich. Lors de plusieurs de ses vacances-travail, le ministère de la Propagande lui confie des travaux d'écriture »
En 1938, elle s’engage à Philadelphie dans le projet fédéral des écrivains de la Works Progress Administration (WPA) et, plus tard, en tant qu’instructeur de français du projet d’éducation du WPA.

## Correspondante basée à Berlin
Drexel retourne en Allemagne en 1939, officiellement pour s'occuper de sa mère malade à Wiesbaden, en Allemagne, mais voyageant aux frais du gouvernement allemand. Dans les mois qui précède l'invasion de la Pologne par Hitler en septembre 1939, Drexel écrit des articles de fond pour des journaux américains qui sont en apparence sur la vie de famille des Allemands ordinaires, mais qui reflètent systématiquement positivement le régime nazi et négativement ses futurs adversaires,. 
Par exemple, six semaines avant le début de la guerre, elle écrit dans le Oakland Tribune que l'annexion de l'Autriche empêche la population viennoise de mourir de faim ; même si cela est « rendu plus difficile par le soudain boycott des produits manufacturés venant des territoires annexés par les États-Unis... maintenant que le génie particulier des Allemands du Nord en matière d'organisation et d'administration efficace est en pleine activité sous le nouveau régime, ceci et d'autres problèmes avec lesquels ils sont harcelés sont en train d'être surmontés ». Quelques mois après le début de la Seconde Guerre mondiale, elle écrit d'autres articles de fond sur la vie en Allemagne parus dans le New York Times,. Mais à ce stade de sa carrière, ses collègues de la presse américaine ont peu de respect pour la qualité ou l'intégrité de son travail. Un magazine américain l'engage au début de la guerre, mais la renvoie presque aussitôt. 
Elle harcèle constamment William L. Shirer, correspondant à la radio CBS à Berlin, mais comme il l'explique par la suite, il la considère comme « la pire personnalité de la radio que j'ai jamais entendue ». En 1940, elle commence à diffuser sur des chaînes de radio à ondes courtes contrôlées par les nazis. Elle est présentée aux auditeurs en tant que « journaliste de renommée mondiale et membre de la célèbre famille Drexel de Philadelphie ». 
Selon M. Williams Fuller, « comme une grande dame au nez bouché, elle décrit l'Allemagne comme une corne d'abondance — une terre d'abondance destinée à un avenir glorieux. Ses émissions se terminent par d'émouvants récits d'expositions d'art allemandes, de concerts, d'excédents alimentaires, de haute couture et de divertissements de classe mondiale ». Dans ses notes de son journal de Berlin du 26 septembre 1940, Shirer note que « les nazis l'ont embauchée, pour autant que je sache, principalement parce qu'elle est la seule femme en ville à leur vendre son accent américain ». 
En novembre 1942, lorsqu'elle demande (par l'intermédiaire des autorités suisses) une prolongation de son passeport américain, elle déclare : « Je parle pour la radio allemande, je suis mes propres idées ; je ne suis pas une oratrice politique ou militaire, je rapporte des activités culturelles telles que le théâtre, la musique et le cinéma ». Drexel tombe rapidement en disgrâce parmi ses nouveaux collègues et les nazis de haut rang commencent à l'éviter.
Longtemps après la guerre, il est rapporté qu'elle a commis un faux pas en assistant à une réception pour les dirigeants du parti nazi : « Après avoir été présenté à une belle jeune femme allemande, Drexel laisse échapper : "Oh, vous êtes la petite amie d'Adolf Hitler!" ». En tant que responsable du ministère de la Propagande, Inge Doman, témoigne plus tard dans le procès pour trahison de Mildred Gillars — surnommée Axis Sally (en) — qu'elle a averti Gillars « de [se] tenir à distance de la femme Drexel. C'est une case-pied et une cinglée »

## Acte d'accusation, arrestation et libération
Le 1er octobre 1942, le président Franklin D. Roosevelt adresse au procureur général des États-Unis, Francis Biddle, une note dans laquelle il déclarait notamment : « De nombreux Américains en Europe aident Hitler et ses collaborateurs à la radio. Pourquoi ne devrions-nous pas les poursuivre pour trahison alors même que nous ne pourrions peut-être pas les juger avant la fin de la guerre ? ». Un examen par le Federal Bureau of Investigation d’extraits de ces émissions révèle que Drexel tente de démontrer que la guerre ne nuit au moral du peuple allemand dans le but de décourager le peuple américain de poursuivre ses efforts de guerre. En juillet 1943, le ministère de la Justice des États-Unis engage des poursuites pour trahison contre Drexel et sept autres citoyens américains qui diffusent depuis des stations de radio contrôlées par l'Axe. 
Le  17 août 1945, plus de trois mois après la fin de la guerre en Europe, elle est arrêtée à Vienne par les forces américaines après avoir révélé son identité à un journaliste de Stars and Stripes lors d'une promenade derrière l'hôtel de ville de Vienne,. Portant une épinglette avec le drapeau américain, elle affirme qu'elle a toujours été une citoyenne loyale et qu'elle n'a parlé que sur des questions culturelles. Au moment de son arrestation, son âge est indiqué est de 60 ans (dans un journal) et à près de 70 ans (dans un autre). 
Drexel est détenue pendant plus d'un an avant d'être transférée à Ellis Island, dans le port de New York, dans l'attente d'une audience tenue en octobre 1946 par une commission d'enquête du service d'immigration et de naturalisation des États-Unis, sur son admissibilité à rentrer aux États-Unis. Le 3 octobre 1946, le conseil décide qu'elle n'a pas perdu sa citoyenneté et lui permet de rentrer au pays. 
Au moment de sa libération et de sa réintégration, le département de la Justice des États-Unis déclare que les poursuites pour trahison ne sont plus envisagées, car les avocats qui se sont rendus en Allemagne pour rechercher de nouvelles preuves à son encontre n'en ont découvert aucune. Un mémorandum interne du ministère de la Justice, daté du 14 juin 1946, réitère l’information du Bureau des services stratégiques selon laquelle elle « a été bloquée en Allemagne et qu’ayant besoin d’argent, elle a trouvé un emploi à la Section américaine de la propagande du Reichrundfunk » et que les émissions hebdomadaires traitaient « principalement de femmes, d'enfants et des beautés du paysage allemand ». La note de service recommande de ne prendre aucune mesure supplémentaire contre elle. 
Walter Winchell et d’autres continuent de réclamer des poursuites et des peines sévères pour les radiodiffuseurs de Berlin. Lorsque les accusations sont officiellement retirées le 14 avril 1948, les enquêteurs expliquent qu'aucune des émissions de Drexel n'était de « nature politique »,.

## Mort
Drexel meurt à Waterbury, Connecticut, le 28 août 1956. Elle s'effondre chez un cousin avant de partir pour la première étape d'un voyage à Genève, en Suisse, où elle avait l'intention de déménager. Les nécrologies notent qu'elle est morte à 68 ans,. 